# Buy back
Buy back, buy-back, buyback (z ang. wykup, odkupienie czegoś) – wykup akcji w celu ich umorzenia. Buy back przeprowadza macierzyste przedsiębiorstwo w celu zwiększenia udziałów.
Metoda Buy-back pozwala na finansowanie projektu przez podmiot, który nie jest ani organizatorem projektu, ani jego wykonawcą. Podmiot ten zobowiązuje się zapewnić finansowanie projektu, pełni funkcję gwaranta spłaty środków finansowych na podstawie umowy zawartej z realizatorem i wykonawcą projektu. Pozyskuje on przyszłych najemców lub nabywców na okres zapewniający spłatę kredytów. W ten sposób ogranicza ryzyko podmiotu realizującego projekt. Dodatkowo będzie on, w okresie spłaty kredytu, pobierał czynsz oraz odpowiednie procentowe wynagrodzenie. Metoda ta ogranicza ryzyko inwestora.